# Rabah Kheliff
Rabah Kheliff est un officier français, né le 15 janvier 1933 à Rébeval, aujourd'hui Baghlia (Algérie), mort le 3 novembre 2003 à Caluire-et-Cuire. Il est connu pour avoir enfreint les ordres, le 5 juillet 1962, lors du massacre d’Oran. Il est connu également pour son engagement en faveur des anciens combattants musulmans et pour sa lutte dans la fondation de la Grande mosquée de Lyon.

## Biographie
Rabah Khelif naît en Kabylie, en 1933. Fils d’officier, il est enfant de troupe à l’école de Kolea, près d’Alger. En 1951, à 18 ans, il s’engage et part combattre en Indochine. Blessé et fait prisonnier à Dien Bien Phu, il est porté disparu durant six mois avant d’être retrouvé, entre la vie et la mort, par la Croix-Rouge. Il est rapatrié sur la métropole. Il part bientôt pour l'Algérie, où il sert comme officier jusqu'en 1962.

### Le massacre du 5 juillet 1962
Témoignage de Rabah Kléliff à Mohand Hamoumou.
Rabah Khéliff est dans une unité de la Force locale de l'Ordre Algérienne jusqu'au 5 juillet 1962: la 430e UFO, créée avec des éléments de la 4e compagnie du 30e BCP (30e Bataillon de Chasseurs Portés) commandée par le lieutenant Khéliff. Le 5 juillet 1962, il apprend que des civils européens sont regroupés en divers points de la ville d’Oran, dans l’attente d’être exécutés, sans que l’armée française n'intervienne. Il décide de passer outre aux ordres. Il prévient par téléphone son colonel, qui répond : « Faites selon votre conscience, quant à moi je ne vous ai rien dit. »
À la tête de la moitié de sa compagnie, le lieutenant Kheliff gagne un des points de regroupement, devant la préfecture. « Il y avait là une section de l’ALN, des camions de l’ALN et des colonnes de femmes, d’enfants et de vieillards dont je ne voyais pas le bout. Plusieurs centaines, en colonnes par trois ou quatre, qui attendaient là avant de se faire zigouiller,. » Le lieutenant Kheliff exige et obtient du préfet, Souiyah El Houari, leur libération. S’étant quelque peu éloigné de son détachement, il est lui-même pris à partie et blessé par des civils algériens, puis dégagé par ses hommes, à qui il interdit d’ouvrir le feu. Après quoi, il établit des patrouilles sur les axes routiers menant à l’aérodrome et au port pour « arracher littéralement » des malheureux des mains de leurs agresseurs.
Il est mis aux arrêts de rigueur, et convoqué par le général Katz qui l’admoneste sévèrement : « Si vous n'étiez pas arabe, je vous casserais,. »
L’armée rendra néanmoins hommage au lieutenant Kheliff, le 11 juillet, sous la plume du colonel Nicolas, commandant le sous-secteur est d’Oran et le 67e Régiment d’Infanterie :

« Calme, énergique et discipliné, a fait preuve des plus belles qualités de chef et d’homme en s’exposant, personnellement, au cours d’une manifestation, le 5 juillet, pour sauver plusieurs Européens dont la vie était menacée. A été molesté en transportant des blessés en lieu sûr, mais gardant un remarquable sang-froid, a contribué à rétablir le calme sans effusion de sang. »

### L’engagement associatif
Il doit être ramené d'urgence en France pour éviter des représailles. Bien que sa carrière soit alors freinée[réf. nécessaire], il parvient au grade de capitaine. En 1967, il quitte l’armée pour raisons de santé.
Il se consacre alors à la défense des droits de ses camarades de combat musulmans, souvent désarmés face à l’administration. Il fonde l'Union Nationale des Anciens Combattants Français Musulmans (UNACFM), dont il est le président. Il obtient, pour les harkis,  le statut d’ancien combattant, ainsi que pour les harkis et combattants ayant connu la captivité en Algérie le statut de prisonnier de guerre.
Il est président de l’Association culturelle lyonnaise islamo-française (ACLIF) et du Comité pour la construction de la Grande mosquée de Lyon.
Il meurt le 3 novembre 2003 à Lyon.

## Distinctions
- Commandeur de la Légion d’honneur[20],[3]
- Commandeur de l’ordre national du Mérite[20],[3]